# Lourdes Bartolomé
Lourdes Bartolomé es una actriz española. Nació en Valladolid y estudió tres años en la Escuela de Arte Dramático y en la Escuela de Expresión Corporal de Barcelona. Tiempo después se traslada a Madrid donde empieza su carrera como actriz consiguiendo pequeños papeles, hasta que en el año 1998 le ofrecen la oportunidad de dar vida a una antipática camarera en la serie Fernández y familia. Este papel la da a conocer, y se le suceden series tan exitosas como Manos a la obra, y su secuela Manolo y Benito Corporeision donde encarna a una sobrina de Manolo que se enamora de Benito.
En cuanto al cine destaca de entre sus numerosos trabajos la película El día de la bestia, dirigida por Álex de la Iglesia, en la que interpreta a una madre desesperada por que ayuden a su hijo, practicándole un exorcismo en un exitoso programa de televisión. Este destacado director vuelve a contar con ella para su película Muertos de risa, aunque para entonces ya se ha fijado en ella Miguel Bardem, que la escoge a ella para interpretar a una mujer minusválida en la película Las huellas borradas. A partir de entonces Miguel Bardem contará con Lourdes Bartolomé en todas sus películas.

## Filmografía
En Cine
- Dos tipos duros (Juan Martínez Moreno)
- Noche de reyes (Miguel Bardem)
- La Spagnola (The Spanish Woman) - (Steve Jacobs, rodado en la FOX Studios Australia)
- Plenilunio (Imanol Uribe)
- La mujer más fea del mundo (Miguel Bardem)
- Las huellas borradas (Enrique Gabriel)
- Muertos de risa (Álex de la Iglesia)
- Arañazos (Pedro Barbero)
- Pon un hombre en tu vida (Eva Lesmes)
- El día de la bestia (Álex de la Iglesia)

En Televisión
- Doctor Mateo (Serie Antena 3 TV)
- La que se avecina (Serie Tele 5)
- Plutón B.R.B. Nero (Serie TVE)
- Fago (Roberto Bodegas)
- Manolo y Benito Corporeision (Serie TV)
- Mira qué pelos (Serie TV)
- Aquí no hay quien viva (Serie Antena 3 TV)
- Películas para no dormir: La culpa (Chicho Ibáñez Serrador)
- Maneras de sobrevivir (Juan Martínez Moreno)
- Manolito Gafotas (Antonio Mercero)
- Policías (Serie Antena 3 TV)
- Ana y los siete- Episodio "Abierto 24 horas" (Pepe Ganga)
- Robles, investigador (Ignacio Gutiérrez Solana)
- Los Canalone (Luis Guridi)
- Fernández y familia (Antonio Hernández)
- Manos a la obra (Antonio Escrivá)
- La casa de los líos (Eva Lesmes)
- Todos los hombres son iguales (Antonio Cuadri / Jesús Font)
- La vida en el aire (Ignacio Mercero)
- Carmen y familia (Oscar Ladoire)
- Tres hijos para mi solo (Serie Antena 3 TV)
- Canguros (Serie Antena 3 TV)
- Farmacia de guardia (Antonio Mercero)
- ¡Qué loca peluquería! (Eloy Arenas)

En Teatro
- La casa de Bernarda Alba (Mario Pérez Tapanés)
- Sueño de una noche de verano (Mario Pérez Tapanés)
- Domingo (Yolanda Monreal)
- Jacobo o la sumisión y el porvenir está en los huevos (Carlos Vides)
- Talem (Yolanda Monreal)

Premios
- Nominada a la mejor actriz secundaria por el film La Spagnola a los premios AFI AWARDS 2001 de la Academia de cine de Australia.
- Nominada a la mejor actriz secundaria por la serie de televisión Fernández y familia (Tele 5) a los premios de La Unión de Actores 1998.